# 洗马镇 (龙里县)
洗马镇，是中华人民共和国贵州省黔南布依族苗族自治州龙里县下辖的一个乡镇级行政单位。
2014年1月10日，贵州省人民政府批复同意龙里县行政区划调整，新设置的洗马镇辖原洗马镇、巴江乡及原哪嗙乡的乐宝村、二箐村、田坝村、长芽村、顶溪村、坞坭村、关口村、狗场村、石板滩村，镇人民政府驻洗马村。

## 行政区划
洗马镇下辖以下地区：
洗马村、拐哈村、新庄村、羊昌村、岩底村、落掌村、台上村、花京村、大坪村、上石坎村、白泥田村、牛场村、白果村、猫寨村、长沟村、大厂村、黄星村、大路坪村、巴江村、烂田湾村、落锅村、新寨村、水尾村、平坡村、乐宝村、二箐村、田坝村、长芽村、顶溪村、坞泥村、关口村、狗场村、石板滩村和巴江乡。